# Alfie Allen
Alfie Evan James Allen (født 11. september 1986) er en britisk skuespiller, kendt for rollen som Theon Greyjoy i tv-serien Game of Thrones.

## Udvalgt filmografi

### Film
- Elizabeth (1998) – Earl Arundels søn
- Soning (2007) – Danny Hardman
- Den anden søster (2008) – Kongens sendebud
- The Kid (2010) – Dominic
- John Wick (2014) – Iosef Tarasov

### Tv-serier
- Game of Thrones (2011–19) – Theon Greyjoy